# Fincantieri Monfalcone
Fincantieri Monfalcone (wł. Associazione Sportiva Dilettantistica Unione Fincantieri Monfalcone) – włoski klub piłkarski, mający siedzibę w mieście Monfalcone, w północno-wschodniej części kraju, grający od sezonu 2018/19 w rozgrywkach Prima Categoria Friuli-Venezia Giulia.

## Historia
Chronologia nazw:
- 1922: Gruppo Sportivo Cantiere Navale Triestino
- 1923: Associazione Sportiva Monfalconese C.N.T. – po fuzji z Sport Club Monfalcone
- 1933: Cantieri Riuniti dell'Adriatico Monfalcone (C.R.D.A.)
- 1945: Associazione Calcio Monfalconese (A.C.M.) i Circolo Ricreativo Aziendale C.R.D.A. – po podziale klubu
- 1952: Circolo Ricreativo Aziendale C.R.D.A. – po zjednoczeniu klubów A.C.M. i C.R.A. C.R.D.A.
- 1968: Associazione Calcio Monfalcone
- 1979: Unione San Michele – po fuzji z C.M.M. San Michele
- 1981: Associazione Calcio Monfalcone – po fuzji z G.S. Romana
- 1994: klub rozwiązano
- 1994: Unione Sportiva Calcio Monfalcone
- 2011: Associazione Sportiva Dilettantistica Unione Fincantieri Monfalcone – po fuzji z Fincantieri Calcio

Klub sportowy GS Cantiere Navale Triestino został założony w miejscowości Monfalcone w 1922 roku. W sezonie 1922/23 zespół najpierw zajął trzecie miejsce w Campionato Giuliano, a potem debiutował w rozgrywkach Seconda Divisione (D2), zajmując również trzecią pozycję w grupie E. W 1923 roku do klubu dołączył Sport Club Monfalcone (powstał w 1912 roku jako Unione Sportiva Monfalconese), po czym nazwa klubu została zmieniona na AS Monfalconese C.N.T. Po reorganizacji systemu ligi w 1926 i wprowadzeniu najwyższej klasy, zwanej Divisione Nazionale klub w sezonie 1926/27 startował w Prima Divisione (D2). W sezonie 1929/30 po podziale najwyższej dywizji na Serie A i Serie B klub został zakwalifikowany do drugiej ligi. W sezonie 1932/33 po 6 kolejkach klub zrezygnował z dalszych rozgrywek w Serie B z powodu problemów finansowych (przedsiębiorstwo Cantiere Navale Triestino zamknął działalność stoczniową). Następnie klub zmienił nazwę na Cantieri Riuniti dell'Adriatico Monfalcone (C.R.D.A. Monfalcone) i startował w sezonie 1933/34 w rozgrywkach Prima Divisione (D3). W sezonie 1934/35 po 13 kolejkach klub znów zrezygnował z dalszych rozgrywek w Prima Divisione i został zdegradowany. W 1935 roku po wprowadzeniu Serie C, poziom Prima Divisione został obniżony do czwartego stopnia. W 1938 klub awansował do Serie C. Jednak wskutek rozpoczęcia działań wojennych w czasie II wojny światowej na terenie Włoch mistrzostwa 1943/44 zostały odwołane. W 1944 startował w wojennych rozgrywkach Campionato Venezia Giulia, plasując się na czwartej pozycji.
Po zakończeniu II wojny światowej, klub wznowił działalność w 1945 roku i wkrótce podzielił się na dwa kluby - pierwszy z nazwą AC Monfalconese (ACM) został zakwalifikowany do rozgrywek Serie C, a drugi z nazwą C.R.A. C.R.D.A. rozpoczął rozgrywki w Seconda Divisione. W 1948 po kolejnej reorganizacji systemu lig pierwszy klub (ACM) spadł do Promozione, a rok później drugi klub (CRDA) zdobył awans do Promozione. W 1952 oba kluby (A.C.M. i C.R.A. C.R.D.A.) zjednoczyły się. Połączony klub z nazwą Circolo Ricreativo Aziendale C.R.D.A. startował w IV Serie (D4), która w 1957 zmieniła nazwę na Campionato Interregionale - Prima Categoria. W 1959 klub awansował do Serie C, ale po roku spadł z powrotem do Serie D. W 1962 wrócił do Serie C. W 1968 klub zmienił nazwę na AC Monfalcone. W 1971 został zdegradowany do Serie D, a w 1974 na rok do Promozione Friuli-Venezia Giulia (D5). Przed rozpoczęciem sezonu 1978/79 Serie C została podzielona na dwie dywizje: Serie C1 i Serie C2, wskutek czego Serie D została obniżona do piątego poziomu. W 1979 klub spadł do Promozione Friuli-Venezia Giulia, a następnie połączył się z C.M.M. San Michele, zmieniając nazwę na Unione San Michele. W 1981 odbyła się fuzja z G.S. Romana, po czym nazwa klubu została zmieniona na AC Monfalcone, a klub został zakwalifikowany do Campionato Interregionale (D5). W 1983 został zdegradowany do Promozione Friuli-Venezia Giulia, a w 1988 wrócił do Campionato Interregionale. W 1992 spadł do Eccellenza Friuli-Venezia Giulia, a w następnym roku do Promozione Friuli-Venezia Giulia. Po zakończeniu sezonu 1993/94 klub z powodu poważnych trudności finansowych został rozwiązany.
W 1994 roku powstał nowy klub o nazwie US Calcio Monfalcone, który rozpoczął występy w najniższej lidze Terza Categoria Friuli-Venezia Giulia (D9). W 1995 uzyskał awans do Seconda Categoria Friuli-Venezia Giulia, a w 1996 do Prima Categoria Friuli-Venezia Giulia. W 1997 został promowany do Promozione Friuli-Venezia Giulia, a w 1999 do Eccellenza Friuli-Venezia Giulia. W 2002 klub awansował do Serie D. W 2003 spadł z powrotem do Eccellenza Friuli-Venezia Giulia. W 2011 klub po fuzji z Fincantieri Calcio przyjął nazwę ASD Unione Fincantieri Monfalcone. W 2013 klub awansował do Serie D, ale w 2014 spadł z powrotem. Przed rozpoczęciem sezonu 2014/15 wprowadzono reformę systemy lig, wskutek czego Eccellenza awansowała na piąty poziom. W 2015 klub wrócił do Serie D. W sezonie 2015/16 zajął 14.miejsce w grupie C Serie D, ale potem ze względu na trudności ekonomiczne klub zrezygnował z dalszych występów w Serie D. Sezon 2016/17 rozpoczął od najniższego poziomu w Terza Categoria Friuli-Venezia Giulia, zdobywając awans do Seconda Categoria Friuli-Venezia Giulia. W sezonie 2017/18 klub zwyciężył w grupie D Seconda Categoria Friuli-Venezia Giulia i zdobył promocję do Prima Categoria Friuli-Venezia Giulia.

## Barwy klubowe, strój
|  |  |

Klub ma barwy niebiesko-białe. Zawodnicy domowe spotkania zazwyczaj grają w białych koszulkach, białych spodenkach oraz białych getrach.

## Sukcesy

### Trofea międzynarodowe
Nie uczestniczył w rozgrywkach europejskich (stan na 31-05-2020).

### Trofea krajowe
| \| \| Zdobyte trofea w rozgrywkach Włoch (stan na: 31-08-2020) \| |                                                          |      |                  |
| Rozgrywki                                                         | Osiągnięcie                                              | Razy | Sezon(y)         |
| · Mistrzostwo                                                     | I miejsce                                                | 0    |                  |
| · Mistrzostwo                                                     | II miejsce                                               | 0    |                  |
| · Mistrzostwo                                                     | III miejsce                                              | 0    |                  |
| · Puchar                                                          | zdobywca                                                 | 0    |                  |
| · Puchar                                                          | finalista                                                | 0    |                  |
| · Puchar                                                          | 1/64 finału                                              | 2    | 1926/27, 1940/41 |
| II liga                                                           | I miejsce                                                | 1    | 1928/29 (C)      |
| II liga                                                           | II miejsce                                               | 0    |                  |
| II liga                                                           | III miejsce                                              | 1    | 1922/23 (E)      |
| Włochy                                                            | Zdobyte trofea w rozgrywkach Włoch (stan na: 31-08-2020) |      |                  |

- Serie C (D3):
  - 5.miejsce (1x): 1939/40 (A)

## Piłkarze, trenerzy, prezydenci i właściciele klubu

### Prezydenci
...
- od 201?:  Rodolfo Lugli

## Struktura klubu

### Stadion
Klub piłkarski rozgrywa swoje mecze domowe na Campo Sportivo Comunale w mieście Monfalcone o pojemności 2 tys. widzów.

### Derby
- AC Dalmazia
- Edera Pola
- US Fiumana
- GSF Giovanni Grion
- Gloria Fiume
- NK Izola
- Olympia Fiume
- Pro Gorizia
- US Triestina Calcio 1918